# Leptacis atturensis
Leptacis atturensis är en stekelart som beskrevs av Durgadas Mukerjee 1981. Leptacis atturensis ingår i släktet Leptacis och familjen gallmyggesteklar. Inga underarter finns listade i Catalogue of Life.